# 2PM
Cette page contient des caractères spéciaux ou non latins. S’ils s’affichent mal (▯, ?, etc.), consultez la page d’aide Unicode.
2PM (hangeul : 투피엠) est un boys band sud-coréen de K-pop, originaire de Séoul. Formé en 2008 par JYP Entertainment, l'une des trois maisons de production les plus importantes de Corée, le groupe est composé de Jun. K (anciennement connu comme Junsu), Nichkhun, Taecyeon, Wooyoung, Junho et Chansung. L'ancien leader, Jay Park quitte officiellement le groupe en début d'année 2010.
Les 2PM sont reconnus pour leurs chorégraphies. En parallèle, certains des membres sont acteurs et animateurs d'émissions télévisées. Depuis leurs débuts, 2PM s'efforce de suivre un style de musique hip-hop et pop. 2PM est l'un des groupes coréens le plus apprécié de la Corée, et il répand la vague « Hottest » partout en Asie (Japon, Thaïlande, Chine, Philippines, Malaisie, Singapour et Indonésie essentiellement).
2PM est, à la base, l'un des sous-groupes du groupe One Day. L'autre étant le groupe 2AM. 2PM fait ses débuts officiels le 4 septembre 2008 avec l'EP Hottest Time of the Day et la chanson titre 10 Out of 10.

## Histoire

### Origines et débuts

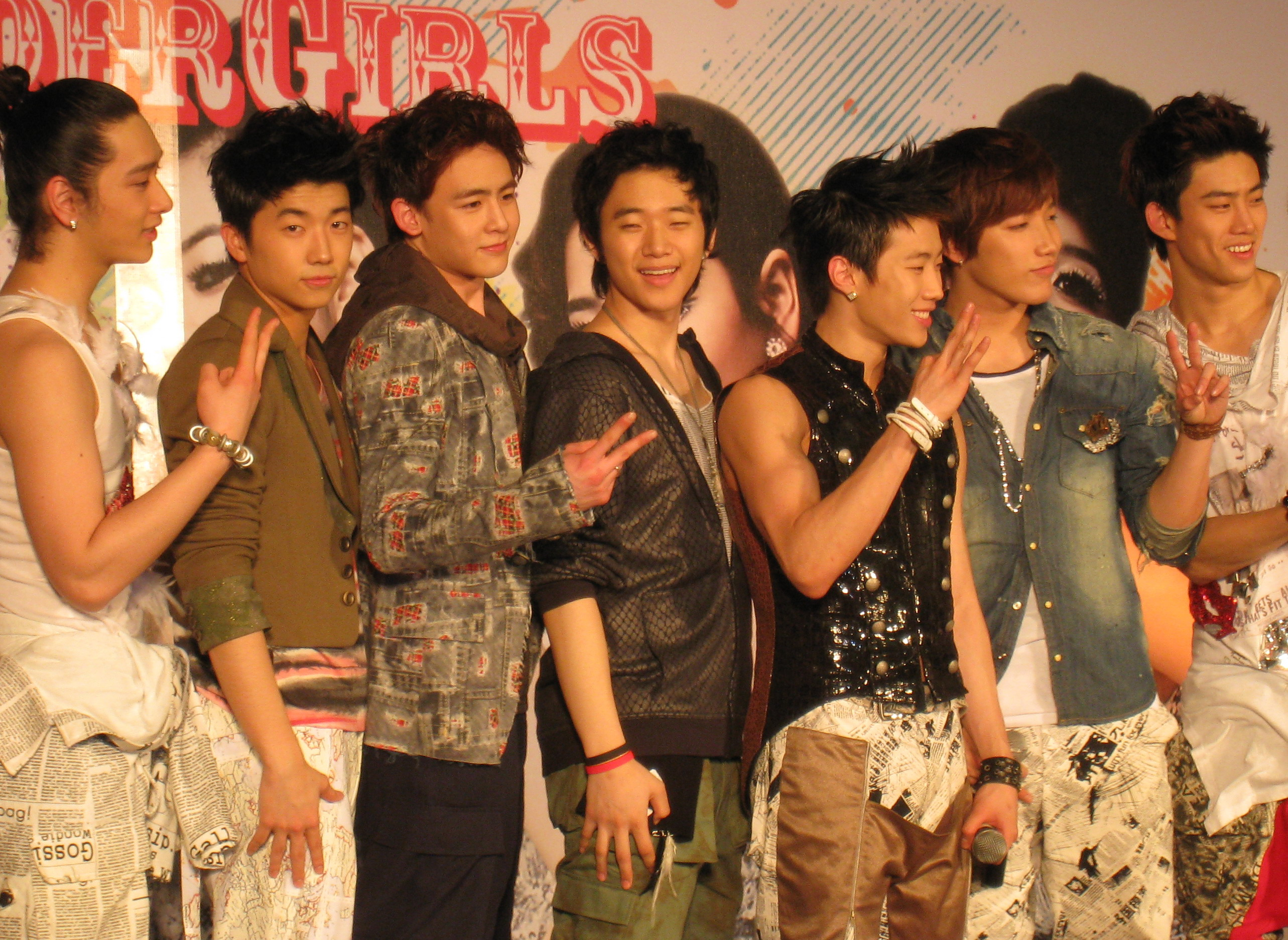
2PM lors d'une conférence de presse à Bangkok, en février 2009.

Les membres de 2PM auditionnent tous (à l'exception de Nichkhun, qui est repéré) pour entrer dans la JYP Entertainment. Certains membres tiennent leurs auditions dans d'autres pays. Jaebeom, par exemple, fait ses preuves aux auditions de JYP aux États-Unis. Avant leur entrée à la JYP, certains membres avaient déjà de l'expérience dans le milieu et avaient déjà une certaine reconnaissance de la part du public. Par exemple, Junsu avait gagné divers concours de chant, tandis que Taecyeon, Junho et Chansung avaient participé à l'émission SuperStar Survival. Wooyoung, en ce qui le concerne, gagne les auditions de Mgoon, parmi 1 000 candidats.
2PM et 2AM sont filmés dans un documentaire intitulé Hot Blood Men, dans lequel on peut voir les garçons pendant leur période d'entraînement à la JYP Entertainment. On[Qui ?] assistera aussi au retrait de 4 membres du groupe One Day, qui formeront plus tard le groupe 2AM. 2PM fait ses débuts officiels avec la chanson 10 Out of 10, comprise dans l'EP Hottest Time of the Day. Malheureusement, le groupe ne connaîtra pas un succès immédiat. Dès ses débuts officiels, 2PM est l'invité dans la troisième saison de l'émission Idol Show. Ils y participent du 4 septembre 2008 au 26 mars 2009.
Mi-2009, 2PM participe à sa troisième émission télévisée, Wild Bunny, dans laquelle la caméra suit les garçons partout, même dans leur dortoir. Wild Bunny s'étend sur un total de 7 épisodes d'une durée de 45 minutes. Le 16 avril 2009, le groupe sort son deuxième EP, 2:00PM Time For Change, et commence la promotion de Again and Again le 23 avril. Le 9 mai, ils gagnent leur premier trophée sur un programme de classement musical, au M! Countdown, avec la chanson titre. Plus tard, dans la même semaine, ils gagnent leur deuxième trophée au Inkigayo. Le groupe obtient sa troisième victoire la semaine suivante. Le 11 juin, 2PM commence la promotion de I Hate You, et les Mutizen continuent de s'additionner. Quelques mois après la sortie de leur second EP, le groupe doit faire face à une énorme controverse. En septembre 2009, sont publiés des articles sur internet au sujet des messages de Jaebeom postés sur son Myspace dans lesquels il exprime son aversion pour la Corée alors qu'il n'est encore qu'un stagiaire à JYP. Bien que les manifestants outrés exigeaient l'exclusion de Jaebeom du groupe, JYP déclare qu'il allait continuer à demeurer au sein du groupe. Le jour suivant, Jaebeom annonce sur son fan café officiel qu'il allait quitter le groupe et retourner aux États-Unis, avec des plans de retour à l'école pour parfaire sa compréhension de la musique. Il s'excuse également auprès des autres membres du groupe pour ne pas avoir été un bon leader. JYP Entertainment confirme qu'il respecterait sa décision et que 2PM poursuit ses activités en tant qu'un groupe de 6 membres. En raison du départ sensible de Jaebeom, tous les membres de 2PM sont retirés de leurs apparitions régulières sur les émissions de variété.
Le groupe termine le tournage du MV de Heartbeat, la chanson titre de leur premier album sans Jaebeom. Leur tout premier album studio, 1:59PM, sort quelques semaines plus tard, le 10 novembre 2009 plus précisément. Le jour suivant la sortie de cet album, JYP publie une déclaration selon laquelle Jaebeom reviendrait comme un membre de 2PM s'il voulait faire un retour, tout en indiquant que son retour n'était pas imminent. En soutien supplémentaire au départ de Jaebeom, les membres décident de partager les revenus de leur album en parts égales avec lui.
2PM connaît un boom de popularité avec Heartbeat et leur premier album. L'album et la chanson se classeront immédiatement en première position sur les charts musicaux coréens. Le 20 novembre, 2PM feront une performance et gagneront deux importants prix au Mnet Asian Music Awards, sans doute la cérémonie d'awards la plus prestigieuse pour les idols coréens. Ils gagneront dans les catégories, « meilleur groupe masculin » et « groupe de l'année ». Durant leur performance sur Again and Again, le groupe rend hommage à Jaebeom, en laissant un projecteur vide à l'endroit où Jay se trouvait pendant la chorégraphie.
Le 26 novembre, après 2 semaines de promotion de leur premier album, le groupe reçoit son tout premier trophée sur un programme de classement musical. Avec Heartbeat, ils resteront no 1 sur le K-Chart of Music Bank pendant trois semaines consécutives. 2PM continuera la promotion avec Tired Of Waiting. La chanson sera présentée pour la première fois au Music Festival de SBS le 29 décembre. La promotion de 1:59PM se termine le 17 janvier 2010.
En mars 2009, 2PM est sélectionné pour promouvoir la marque de vêtement EXR. En juillet 2009, les membres du groupe sont choisis pour représenter les artistes étrangers en Thaïlande. Nichkhun fera aussi la promotion de la Thaïlande en sortant la chanson Let's Take A Break !, chantée en thaï. En août 2009, 2PM collabore avec The Body Show in Soft Hands, Kind Heart, une campagne mondiale qui vise à sensibiliser la population face aux enfants et adolescents qui sont abusés sexuellement. Plus tard, ils deviendront les nouveaux visages pour la compagnie Samsung et leur série Anycall. Ils vont aussi tourner une pub pour les pains Paris Baguette, en compagnie de la populaire actrice Kim Tae-hee.

### Don't Stop Can't Stop(2010)
En février 2010, JYP Entertainment annonce que Jay Park ne retournera pas dans le groupe et que son contrat avec la compagnie avait définitivement pris fin. Pendant une conférence de presse, il est annoncé que 2PM continuerait ses activités à six et qu'aucun des membres ne serait choisi pour prendre la place de leader. Après quelques mois d'absence, 2PM revient sur la carte, et publie quelques photos et vidéos teaser de leur nouveau single Don't Stop Can't Stop. La chanson-titre Without U, dont le MV est mis en ligne le 19 avril connaît un succès similaire à Again and Again.
Ils enchaînent ensuite une série de concerts à divers endroits (faisant la première partie de 9 show des Wonder Girls, ils performeront aussi au Korea Times Music Festival à Los Angeles et au Dream Concert 2010 à Séoul). Par la suite, ils révèlent le single What's Your Celebration ?, chanson publicitaire pour la coupe du monde 2010 de FIFA. Puis, suivront d'autres publicités commerciales : d'abord pour Coca-Cola, puis pour la marque de vêtements de sport SPRIS (leur chanson Crazy 4 S en fait la promotion). Plus tard, Nichkhun, Taecyeon, Junsu et Wooyoung tournent plusieurs publicités pour la marque de bière CASS. Nichkhun a continué cette lancée avec sa pub pour Suzuki Jelato motorcycle en Thaïlande. Finalement, les membres du groupe deviendront les visages pour Calvin Klein Korea et pour la compagnie coréenne de cosmétiques It's Skin. En mai, Nichkhun fait une pub pour la boisson Minute Maid.
Mi-2010, 2PM, en compagnie des Girls' Generation, enregistrent la chanson Cabi Song et tourne un nouveau MV pour Caribbean Bay,. Plus tard, 2PM est choisi pour promouvoir la Corée du Sud avec leur chanson Fly to Seoul. Malheureusement, Nichkhun ne put participer au tournage, puisqu'il n'était pas de nationalité coréenne. Les garçons finissent cette longue période de CF et de promotion avec Nori For, une nouvelle chanson promotionnelle pour Samsung.
En juillet 2010, 2PM lance les REAL2PM sur leur chaîne YouTube officielle, dans lesquels on pourra assister aux coulisses, aux séances photo, et aux tournages avec les garçons. Quelque temps plus tard, le groupe quitte les diverses émissions TV dans lesquelles il était MC pour se concentrer à la préparation de son premier concert solo à Séoul et Pusan, Don't Stop Can't Stop. Les concerts se tiendront devant plus de 12 000 fans, les 7 et 8 août à Pusan, ainsi que le 31 août à Séoul. À la fin de chaque concert, le groupe chantera la fameuse chanson dédiée aux fans, Thank You, qui a d'ailleurs été écrite par les membres du groupe. Après le succès de leur premier concert, JYP annonce que 2PM allait tenir encore deux concerts à Séoul les 4 et 5 septembre pour célébrer le 2e anniversaire du groupe.
Le 11 octobre 2010, 2PM sortent leur 4e EP, Still 2:00PM, avec la chanson titre I'll Be Back. Ils continuent d'épater leurs fans avec leurs acrobaties à couper le souffle et une chorégraphie d'une complexité à leur hauteur. D'ailleurs, le MV de I'll Be Back obtient plus de 20 millions de vues sur la vidéo officielle de leur chaîne.

### Débuts au Japon etHands Up(2011)
Dès le début de l'année, les 2PM annoncent leurs débuts japonais avec leur premier single Take Off, qui a d'ailleurs servi de générique de fin à l'anime Blue Exorcist. Le premier single connaît un grand succès, et se positionne à la première place sur le classement Pre-Order de Tower Records Japan, et réussit également à se placer no 1 sur le USEN'S Jpop Chart, ce qui fait de 2PM le premier groupe coréen à obtenir cette place sur ce genre de classement.
Après la tournée Take Off in Japan, les garçons se concentrent sur la production de leur 2e album studio coréen, Hands Up. On y retrouvera les compositions de Junsu pour la chanson Hot et de Junho pour Give It to Me. La chanson titre, Hands Up se classe au top de tous les charts coréens dès sa sortie, le 20 juin,,. Durant la promotion de leur 2e album, l'émission 2PM Show fait son arrivée. Une émission très drôle, dans laquelle les membres sont confrontés à divers défis de groupe et compétitions. Plus tard, les garçons retournent au Japon et font la promotion de leur second single japonais, I'm Your Man, qui connaît lui aussi un énorme succès. 2PM enchaînera avec une tournée à travers l'Asie Intitulée 2PM Hands Up Asia Tour, ils commencent à Séoul, puis ils iront ensuite à Taipei, Jakarta, Singapour, Kuala Lumpur, et finiront la tournée début 2012, à Manille et Pékin. Parallèlement à cette lignée de concert, 2PM sort son troisième single japonais, Ultra Lover qui se place à la troisième place des charts Oricon, puis quelques semaines plus tard, son premier album studio japonais, intitulé Republic of 2PM, comprenant plusieurs chansons japonaises inédites, il se placera à la deuxième place des charts Oricon. Ils continueront sur cette lancée au Japon avec une tournée de concerts dans plusieurs villes japonaises. La tournée sera intitulée, 2PM Arena Japan Tour. Puis, alors qu'ils n'avaient pas encore terminé leur promotion au Japon, Taecyeon annonce que le groupe se prépare déjà à produire un nouvel album coréen, avec un « style plus masculin ».
Malgré leur emploi du temps chargé, les 2PM tournent quelques publicités pour diverses compagnies, telles que NEPA, Coca-Cola ou Mr. Pizza.

### Beautiful(2012)
Le 19 janvier 2012, il est annoncé que les 2PM sortiraient leur premier best-of sur le sol japonais. D’après le site Oricon Style, il s'intitulera 2PM Best 2008-2011 in Korea et sortira le 14 mars 2012. Le 27 janvier 2012, les 2PM ont remporté deux prix lors des « Japan Gold Disk Awards », « révélation de l’année (Asie) » et « Les Trois meilleurs artistes débutants (Asie) ». Le 8 février 2012, les 2PM sont présents lors du Music Bank Festival se déroulant à Paris. Aux côtés de sept autres groupes de K-pop : T-ara, U-Kiss, Sistar, Girls' Generation, SHINee, B2ST, et 4Minute. Le 2 mai 2012, il est annoncé que les 2PM sortiront un tout nouveau single japonais intitulé Beautiful, le 6 juin. Le 23 mai 2012, 2PM dévoilent le PV Beautiful qui fera partie de leur nouveau single japonais. Le 6 juin 2012, le single Beautiful sort et se vend à 73 529 le jour même, se classant directement no 2 du classement de l'Oricon.
Le 8 juillet 2012 en Corée, note la sortie officielle de l’opus solo 23, Male, Single du chanteur des 2PM, Wooyoung. À cette occasion, le MV du titre phare Sexy Lady, écrit et composé par JYP, est mis en ligne. Le 13 juillet 2012, les 2PM franchissent le cap des 100 000 exemplaires vendues pour leur opus Beautiful qui est certifié disque d’or par l'industrie musicale japonaise. Le 5 octobre 2012, il est annoncé que les 2PM prévoient la sortie de leur single, Masquerade, pour mi-novembre. On[Qui ?] se souvient que Beautiful, quatrième opus nippon des 2PM, avait marqué le marché japonais. À présent, six mois plus tard, le single bat officiellement le record historique des ventes de Tower Records à Shibuya[réf. nécessaire].
Le 22 novembre 2012, le groupe rend visite à la boutique Tower Records située à Shibuya afin de célébrer ce record, recevant ainsi en mains propres un certificat d’authentification commémorant « la meilleure vente de tous les temps de Shibuya Tower Records ». Le 5 décembre 2012, il est annoncé que les 2PM sortiront prochainement leur dernier single japonais intitulé Masquerade en Corée. La sortie du single est prévue pour le 6 décembre. Le single connait un énorme succès au Japon depuis sa sortie le 14 novembre dernier : il reste deux semaines sur la plus haute marche du classement des ventes de single, et reste longtemps dans le top 5 des ventes de single hebdomadaires et quotidiennes du classement Oricon. Le 13 décembre 2013, il est annoncé par JYP Entertainment que : « Les 2PM prévoient de sortir un opus en Corée en début d’année prochaine. On ne peut encore rien préciser concernant la date exacte mais il est sur que 2PM reviendra en début d’année 2013. Les garçons sont impatients de lancer leur tournée promotionnelle ».

### Legend of 2PMetGrown(2013)
Le 2 janvier 2013, Le groupe 2PM poursuit ses activités au Japon en ce début d’année en annonçant la sortie d’un nouvel album intitulé Legend of 2PM et des concerts au Tokyo Dome. Legend of 2PM sera leur second album japonais et sera dans les bacs le 13 février 2013, s'ensuivront deux concerts au Tokyo Dome les 20 et 21 avril 2013. Les deux concerts s'intitulent Legend of 2PM in Tokyo Dome. Le 8 janvier 2013, La JYP Entertainment révèle que le groupe prépare activement son retour coréen. Les 2PM sortiraient un troisième album studio courant 2013. Le 28 janvier 2013, trois pays sont confirmés pour la tournée asiatique du groupe intitulée What Time Is It ?, la série de concerts du groupe traversera le continent asiatique en passant tout d’abord par la capitale des Philippines (Manille) le 2 mars, pour se rendre ensuite en Chine (à Guangzhou) le 30 mars puis en Thaïlande (Bangkok) le 8 avril. Le succès des 2PM au Japon se confirme une fois de plus avec la sortie de Legend of 2PM. En effet, l'album arrive en tête du célèbre classement de l’Oricon le 14 février, soit le lendemain de sa sortie.
Le 22 mars 2013, Après deux ans d'absence en Corée, 2PM devrait faire son grand retour à partir du 25 mars 2013. En effet, l’agence du groupe annonce qu'un teaser vidéo sera dévoilé simultanément sur YouTube et sur Naver. Ce n’est pas le seul endroit où le teaser sera révélé, il est prévu qu’il soit diffusé dans plusieurs cinémas coréens et même sur des écrans présents dans quelques-uns des lieux les plus connus et fréquentés du monde comme à Times Square (New York) et à Piccadilly (Londres). Le 25 mars 2013, JYP Entertainment lance la promotion du comeback des 2PM avec un trailer vidéo comme l'avait annoncé l'agence, il y a quelques jours. La nouvelle réalisation du groupe sera disponible en mai. Le 26 mars 2013, il est annoncé que le groupe prévoit de donner un nouveau concert en Corée du Sud au mois de juin prochain. En effet, leur tournée What Time Is It ? s'arrête à Séoul pour deux soirs au Jamsil Indoor Gymnasium les 21 et 22 juin 2013. Le 19 avril 2013, le site officiel japonais des 2PM révèle que le groupe sortirait son sixième album japonais intitulé Give Me Love le 29 mai 2013. La chanson phare de cet opus, qui porte le même nom, figurera également sur la bande originale du drama japonais Take Five.
Le 1er mai 2013, le MV du single japonais, Give Me Love est mis en ligne. Le morceau sera disponible le 29 mai 2013 sur le sixième album japonais du groupe homonyme. Le 6 mai 2013, le MV de Comeback When You Hear this Song, est mis en ligne par JYP Entertainment. Ce titre est l'un des titres phares de leur album, Grown, sorti en ce jour. Le 11 mai 2013, le MV de All Day I Think of You (A.D.T.O.Y), second titre phare de l'album coréen, Grown, est mis en ligne. Afin de fêter son retour coréen après plusieurs longs mois sans n'avoir sorti aucun nouveau single, le groupe 2PM organise la diffusion d’une émission spéciale intitulée 2PM Returns. Le succès est au rendez-vous pour les 2PM et leur tout nouvel album Grown et pas seulement dans leur pays d’origine, en Corée du Sud, mais également dans d’autres pays d’Asie comme la Chine ou le Japon. Leurs deux chansons phares Come Back When You Hear this Song et All Day I Think of You (A.D.T.O.Y) se sont déjà placées à la première et seconde places du classement chinois Yin Yue Tai V-Chart qui se trouve être le plus gros site de partage de clips en ligne. Il en est de même au Japon où les 2PM où ils se hissent déjà au top du classement Tower Records Pre-order Chart, mais aussi du Tower Records Daily Chart le 17 mai 2013. Grown prouve aussi sa popularité sur les charts Hanteo de Corée du Sud en se classant en tête des charts en temps réel et des charts quotidiens.
Le 28 mai 2013, JYP Entertainment annonce que Junho ferait ses débuts solo au Japon avec un EP intitulé Your Voice (Kimino Koe). La sortie de l'EP est prévue pour le 24 juillet 2013,. Du 19 au 25 mai 2013, les 2PM avec leur album Grown sont en tête des meilleures ventes d’albums de Gaon. 
Le 22 juin 2013 se tient à Chiba au Japon les MTV Video Music Awards Japan 2013. Les 2PM y remportent le prix de « meilleur album de l'année » pour Legend of 2PM face à des albums de groupes internationaux comme celui de Linkin Park, One Direction ou encore celui de Carly Rae Jepsen et Kana Nishino. Le 9 septembre 2013, 2PM dévoile les pochettes des diverses éditions de son prochain et nouveau single japonais. Les garçons prévoyaient de révéler le single Winter Games en octobre.
Le 8 octobre 2013, il est annoncé que les 2PM viendront se produire en Allemagne le 26 octobre 2013, plus précisément à Francfort. L’annonce est faite au cours d’une conférence de presse tenue par la chaîne de télévision coréenne MBC. Le 14 octobre 2013, le PV de Winter Games est mis en ligne. Comme leurs précédents opus, le succès ne se fait pas attendre. En vendant plus de 100 000 exemplaires de leur opus les garçons se hissent à la première place de divers classements musicaux hebdomadaires dont l’Oricon et le Tower Records. Le 8 décembre 2013, la page japonaise officielle de 2PM a mis en ligne un étrange teaser, révélant, quelques secondes après, l'annonce d'un comeback japonais. En effet, les 2PM seront de retour au Japon avec Genesis of 2PM, qui sera en vente à partir du 29 janvier 2014.

### Go Crazy!(2014)

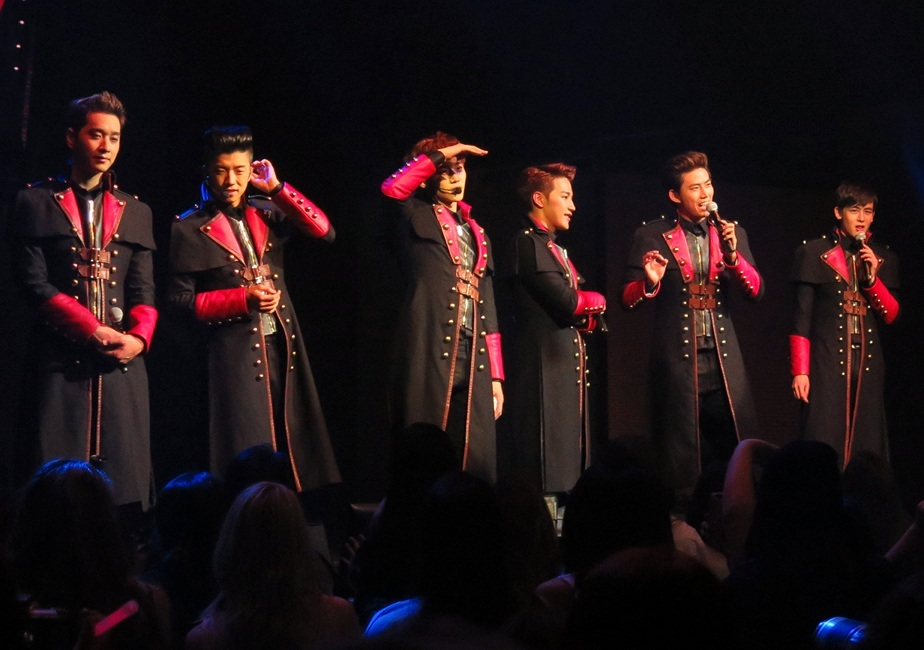
2PM durant le Go Crazy World Tour aux États-Unis en 2014.

Le 8 août 2014, JYP Entertainment, annonce que 2PM reviendra sur le devant de la scène avec une piste écrite et composée par le leader vocal, Jun. K. Cela sera la première fois que le groupe entier fera la promotion d'une chanson écrite par un des membres. Un représentant révèle : « Les 2PM sont très excités et travaillent passionnément sur les dernières retouches pour leur retour. Ils prévoient de faire une promotion active en Corée après la sortie de l'album ». Il est aussi annoncé que le groupe sortira au même moment un album japonais et qu'il fera donc une double promotion : une pour son album coréen et une pour son album nippon. Le 11 août 2014, une image teaser est publié par le compte Twitter nippon officiel de la JYP Entertainment Cependant, aucune information n'est donnée. Mais ce n'est pas tout puisqu'il est également annoncée que 2PM commenceront très bientôt une tournée mondiale. En effet, au matin, le label transmet l'information ; les 3 et 4 octobre marqueront le départ de la série de concerts 2PM World Tour, au stade de Jamsil, à Séoul. Les destinations prévues pour le moment sont la Thaïlande, la Chine, les États-Unis et l'Indonésie. Le 31 août 2014, les membres de 2PM font la promotion de leur nouvel album depuis quelques jours. Et dans ce cadre, les membres ainsi que l’agence, JYP Entertainment sont mobilisés. Le label réédite les teasers photos dévoilés précédemment avec de nouveaux détails tels que la date de sortie de l'album ainsi que celle du clip vidéo. La chanson-phare devrait s'intituler Go Crazy!. De plus, on apprend que le clip vidéo sera mis en ligne le 10 septembre. Ce même jour, un événement est organisé pour fêter la sortie de l'album qui sera disponible le 15 septembre. Par ailleurs, Jun. K précise sur ses comptes Twitter et Instagram qu'il s'est chargé de la production de Go Crazy!.
Le 4 septembre 2014, un premier teaser MV est mis en ligne. Malheureusement pour le groupe, la chaîne télévisée KBS a d'ores et déjà décidé de censurer leur chanson Go Crazy! à cause des « vulgarités » présentes dans les paroles de la chanson. JYP Entertainment déclare auprès de Starnews : « Nous sommes en train de voir si nous allons changer les paroles ou non. Parce-que c'est la chanson principale nous ferons en sorte qu’il n’y ai pas de problème pour que le groupe puisse en faire la promotion ». Le 9 septembre (10 septembre 2014 en Corée), leur quatrième album studio, Go Crazy! et le clip vidéo homonyme sont mis en ligne. Toujours le 9 septembre, le label nippon des 2PM met en ligne sur le YouTube officiel du groupe la version japonaise du MV de Go Crazy!. Le single japonais sortira deux jours après le coréen, soit le 17 septembre, ce single japonais est le huitième du groupe. Et le succès ne se fait pas attendre, et le titre s'empare de la deuxième place du classement quotidien, Oricon le jour même de sa sortie, en vendant pas moins de 55 099 exemplaires en quelques heures. Après s'être maintenu en seconde position durant encore deux jours, le single s'offre finalement la première place, et ce trois jours après sa sortie. Mais les 2PM se placent également dans deux classements Tower Records, à savoir le Classement Mondial et le Classement Quotidien.

### No.5(2015)
Le 6 mai 2015, le retour des 2PM est annoncé, JYP Entertainment expliquant : « Les prochains à faire leur retour seront les 2PM au grand complet. Nous sommes actuellement en train de négocier les dates et les détails ». Leur comeback est officialisé le 8 mai, JYP Entertainment annonc que le groupe ferait son grand retour dès le 1er juin. Ce dernier serait ensuite suivi par deux concerts exceptionnels organisés à Séoul les 27 et 29 juin. Avec le succès de Go Crazy! En 2014, il est expliqué que les membres s'étaient personnellement chargés d'écrire et de composer les chansons qui figureront sur ce fameux cinquième album.
Le 11 mai 2015, JYP Entertainment poste un message officiel sur son site web, expliquant les raisons des retards des retours des 2PM et Got7 à cause de problèmes survenues avec les réalisateurs des clips de ceux-ci, JYP compte porter plainte. Plus tard dans la même journée, JYP Entertainment refait un point sur la situation actuelle. L'agence commence par déclarer au média OSEN qu'après des discussions avec Kim Ji Yong de Fantasy Lab (qui était chargé de faire le prochain clip de Got7), le malentendu est réglé. Pour ce qui était du cas Han Sa Min de Dextor Lab (responsable du prochain clip de 2PM), on nous promettait un communiqué officiel qui a été donné : « Malgré tout cela, Han Sa Min n'assume pas ses responsabilités et fait des déclarations irresponsables. L’agence a l'intention de prendre des mesures légales à l’encontre de cette compagnie de production ».
Le 13 mai 2015, 2PM trouve un nouveau réalisateur, JYP fait un communiqué : « 2PM va travailler avec Naive Creative Production pour son prochain clip-vidéo. Le concept pour le MV reste le même, mais la date de sortie de l’album va changer. » dit-il ce jour au média Newsen. Il est aussi précisé : « Naive Creative Production est une équipe avec laquelle nous avons travaillé à plusieurs reprises. Actuellement, nous sommes en train d’ajuster les emplois du temps pour le tournage du clip et le comeback de 2PM ». Le 19 mai 2015, JYP Entertainment annonce que les artistes feraient leur comeback à la mi-juin, même si aucune date n'a pour le moment été arrêtée. La compagnie ajoute : « Les dates de tournage des MV sont en train d’être décidées. Nous allons bientôt tourner et nous définirons ainsi la date du comeback ». Le 15 juin 2015, le clip de My House est mis en ligne et l'album, No.5 est mis en vente.

### Gentlemen's Gameet séparation (2016–2017)
Le 29 août 2016, JYP Entertainment évoque le prochain retour du groupe en déclarant : « Les 2PM se sont donné pour objectif de faire un comeback à la mi-septembre et préparent actuellement un nouvel album ». Le 13 septembre 2016 à minuit en Corée du Sud, le clip vidéo de Promise (I'll Be), titre principal du sixième album studio coréen du groupe, Gentlemen's Game est mis en ligne.
Le groupe cesse ses activités en 2017.

### Retour (depuis 2021)
Le 6 juin 2021, JYP Entertainment diffuse sur internet le trailer de The Hottest Origin » et annonce ainsi le nouveau retour du groupe avec la sortie de l’album « Must » prévu pour le 28 juin 2021.

## Membres

### Membres actuels
| Nom de scène | Nom de scène | Nom de naissance   | Nom de naissance | Date de naissance | Nationalité             | Position                                              |
| Romanisé     | Coréen       | Romanisé           | Cor./thaï        | Date de naissance | Nationalité             | Position                                              |
| ------------ | ------------ | ------------------ | ---------------- | ----------------- | ----------------------- | ----------------------------------------------------- |
| Jun. K       | 준케이       | Kim Min-jun        | 김민준           | 15 janvier 1988   | Sud-coréen              | Leader vocal, chanteur principal, hyung (le plus âgé) |
| Nichkhun     | 닉쿤         | Nichkhun Horvejkul | นิชคุณ หรเวชกุล     | 24 juin 1988      | Thaïlandais / Américain | Chanteur, rappeur                                     |
| Taecyeon     | 택연         | Ok Taec-yeon       | 옥택연           | 27 décembre 1988  | Sud-coréen              | Rappeur principal, Visuel                             |
| Wooyoung     | 우영         | Jang Woo-young     | 장우영           | 30 avril 1989     | Sud-coréen              | Chanteur, danseur                                     |
| Junho        | 준호         | Lee Jun-ho         | 이준호           | 25 janvier 1990   | Sud-coréen              | Chanteur, danseur principal                           |
| Chansung     | 찬성         | Hwang Chan-sung    | 황찬성           | 11 février 1990   | Sud-coréen              | Rappeur, chanteur, maknae (le plus jeune)             |

### Anciens membres
| Nom de scène | Nom de scène | Nom de naissance        | Nom de naissance | Date de naissance | Nationalité | Position                                       | Date de départ                                       |
| Romanisé     | Coréen       | Romanisé                | Coréen           | Date de naissance | Nationalité | Position                                       | Date de départ                                       |
| ------------ | ------------ | ----------------------- | ---------------- | ----------------- | ----------- | ---------------------------------------------- | ---------------------------------------------------- |
| Jaebeom      | 재범         | Jay Park (Park Jaebeom) | 박재범           | 25 avril 1987     | Américain   | Chanteur principal, rappeur, danseur principal | 8 septembre 2009 (départ officiel : 25 février 2010) |

## Discographie

### Albums studio
- 2009 : 01:59PM
- 2011 : Hands Up
- 2011 : Republic of 2PM (Japon)
- 2013 : Grown
- 2013 : Legend of 2PM (Japon)
- 2014 : Genesis of 2PM (Japon)
- 2014 : Go Crazy!
- 2015 : No.5
- 2015 : 2PM of 2PM (Japon)
- 2016 : Gentlemen's Game
- 2021 : Must

## Tournées et concerts
| Année                             | Nom                                        | Dates                                    | Dates                               | Concerts         |
| Année                             | Nom                                        | Début                                    | Fin                                 | Concerts         |
| --------------------------------- | ------------------------------------------ | ---------------------------------------- | ----------------------------------- | ---------------- |
| 2010                              | 1er concert : Don't Stop Can't Stop        | 31 juillet (Seoul Olympic Park Arena)    | 5 septembre (Jamsil Indoor Stadium) | 6                |
| 2011                              | Première tournée japonaise : Take Off      | 6 mai (Zepp Sapporo)                     | 13 mai (Zepp Tokyo)                 | 6                |
| 2011                              | Japan Arena Tour : Republic of 2PM         | 5 décembre (Osaka-jo Hall)               | 21 décembre (Nippon Budoukan)       | 8 (+ 1 pré-show) |
| 2011                              | 2e concert : Hands Up Asia Tour            | 2 septembre (Jamsil Indoor Stadium)      | 10 mars (Asian Expo Arena)          | 10               |
| 2012                              | 2e concert : Hands Up Asia Tour            | 2 septembre (Jamsil Indoor Stadium)      | 10 mars (Asian Expo Arena)          | 10               |
| Six Beautiful Days                | 24 mai (Nippon Budoukan)                   | 6 juin (Yokohama Arena)                  | 8                                   |                  |
| What Time Is It? Asia Tour        | 17 novembre (Shanghai Mercedes Benz Arena) | 22 juin (Jamsil Indoor Stadium)          | 9                                   |                  |
| What Time Is It? Asia Tour        | 17 novembre (Shanghai Mercedes Benz Arena) | 22 juin (Jamsil Indoor Stadium)          | 9                                   | 2013             |
| Japan Arena Tour : Legnend of 2PM | 11 janvier (Marine Messe Fukuoka)          | 24 février (Sapporo Kitaeru)             | 13                                  |                  |
| Legend of 2PM au Tokyo Dome       | 20 avril (Tokyo Dome)                      | 21 avril (Tokyo Dome)                    | 2                                   |                  |
| 2014                              | Japan Arena Tour : Genesis of 2PM          | 27 janvier (Nippon Gaishi Hall)          | 26 mars (Yoyogi National Stadium)   | 14               |
| 2014                              | 2PM World Tour Go Crazy!                   | 3 octobre (Jamsil Indoor Stadium)        | 4 avril (Mercedez Benz Arena)       | 13               |
| 2015                              | 2PM World Tour Go Crazy!                   | 3 octobre (Jamsil Indoor Stadium)        | 4 avril (Mercedez Benz Arena)       | 13               |
| Japan Arena Tour : 2PM of 2PM     | 7 avril (Marine Messe Fukuoka)             | 31 mai (Hokkaido Sports Center)          | 14                                  |                  |
| 2PM Concert House Party           | 27 juin (Seoul Olympic Gymnastics Arena)   | 28 juin (Seoul Olympic Gymnastics Arena) | 2                                   |                  |

### Contributions
- 2009 : JYP Tour
- 2010 : Tournée mondiale des Wonder Girls (aux États-Unis en tant que groupe d'ouverture)
- 2010 : JYP Nation Team Play Concert
- 2011 : JYP Nation Concert au Japon
- 2012 : JYP Nation Concert à Séoul
- 2012 : JYP Nation Concert au Japon
- 2014 : JYP Nation ONE MIC à Séoul
- 2014 : JYP Nation ONE MIC à Hong Kong
- 2014 : JYP Nation ONE MIC à Tokyo
- 2014 : JYP Nation ONE MIC à Bangkok
- 2014 : Powerhouse Go Crazy à Los Angeles

## Programmes de classement musicaux
| Année | Récompense |
| ----- | --- |
| 2009  | - 1er place au M! Countdown le 7 mai pour Again and Again - 1er place au Inkigayo le 10 mai pour Again and Again - 1er place au M! Countdown le 14 mai pour Again and Again - 1er place au Inkigayo le 17 mai pour Again and Again - 1er place au M! Countdown le 21 mai pour Again and Again - 1er place au Inkigayo le 24 mai pour Again and Again - 1er place au M! Countdown le 28 mai pour Again and Again - 1er place au Music Bank le 12 juin pour Again and Again - 1er place au M! Countdown le 2 juillet pour I Hate You - 1er place au Music Bank le 3 juillet pour I Hate You - 1er place au M! Countdown le 9 juillet pour I Hate You - 1er place au M! Countdown le 16 juillet pour I Hate You - 1er place au M! Countdown le 30 juillet pour I Hate You - 1er place au Music Bank le 27 novembre pour Heartbeat - 1er place au Inkigayo le 29 novembre pour Heartbeat - 1er place au Music Bank le 4 décembre pour Heartbeat - 1er place au Inkigayo le 6 décembre pour Heartbeat - 1er place au Music Bank le 11 décembre pour Heartbeat - 1er place au Inkigayo le 13 décembre pour Heartbeat - 1er place au Music Bank le 18 décembre pour Heartbeat |
| 2010  | - 1er place au M! Countdown le 29 avril pour Without U - 1er place au M! Countdown le 6 mai pour Without U - 1er place au Music Bank le 7 mai pour Without U - 1er place au M! Countdown le 13 mai pour Without U - 1er place au Music Bank le 14 mai pour Without U - 1er place au Inkigayo le 16 mai pour Without U - 1er place au Inkigayo le 23 mai pour Without U - 1er place au Music Bank le 22 octobre pour I'll Be Back - 1er place au Inkigayo le 24 octobre pour I'll Be Back - 1er place au M! Countdown le 28 octobre pour I'll Be Back - 1er place au Music Bank le 29 octobre pour I'll Be Back - 1er place au M! Countdown le 4 novembre pour I'll Be Back |
| 2011  | - 1er place au Music Bank le 1er juillet pour "Hands Up". - 1er place au Inkigayo le 3 juillet pour "Hands Up". - 1er place au M! Countdown le 7 juillet pour "Hands Up". - 1er place au Music Bank le 8 juillet pour "Hands Up". - 1er place au Inkigayo le 10 juillet pour "Hands Up". - 1er place au Music Bank le 15 juillet pour "Hands Up". - 1er place au Music Bank le 22 juillet pour "Hands Up". |
| 2013  | - 1er place au Music Bank le 24 mai pour Comeback When You Hear This Song. |
| 2015  | - 1er place au The Show le 23 juin pour My House. |